# Lista över Max Planck-institut
Detta är en lista på Max Planck-institut, det vill säga forskningsinstitut vid den tyska organisationen Max Planck-sällskapet.
- Max-Planck-Institut für evolutionäre Anthropologie, Leipzig
- Max Planck-institutet för astronomi, Heidelberg
- Max-Planck-Institut für Astrophysik, Garching bei München
- Max-Planck-Institut für Kunstgeschichte, Rom
- Max-Planck-Institut für Bildungsforschung, Berlin
- Max-Planck-Institut für Biochemie, Martinsried (München)
- Max-Planck-Institut für Biogeochemie, Jena
- Max-Planck-Institut für Biophysik, Frankfurt am Main
- Max-Planck-Institut für molekulare Biomedizin, Münster
- Max-Planck-Institut für Chemie (Otto Hahn-institutet), Mainz
- Max-Planck-Institut für bioanorganische Chemie, Mülheim an der Ruhr
- Max-Planck-Institut für biophysikalische Chemie (Karl Friedrich Bonhoeffer-institutet), Göttingen
- Max-Planck-Institut für demografische Forschung, Rostock
- Max-Planck-Institut für Dynamik komplexer technischer Systeme, Magdeburg
- Max-Planck-Institut für Dynamik und Selbstorganisation, tidigare Max-Planck-Institut für Strömungsforschung, Göttingen
- Max-Planck-Institut für Eisenforschung GmbH, Düsseldorf
- Max-Planck-Institut für experimentelle Endokrinologie, Hannover
- Max-Planck-Institut für Entwicklungsbiologie, Tübingen
- Max-Planck-Forschungsstelle für Enzymologie der Proteinfaltung, Halle (Saale)
- Max-Planck-Institut zur Erforschung von Gemeinschaftsgütern, Bonn
- Max-Planck-Institut für ethnologische Forschung, Halle (Saale)
- Max-Planck-Institut für Festkörperforschung, Stuttgart
- Friedrich-Miescher-Laboratorium für biologische Arbeitsgruppen in der Max-Planck-Gesellschaft, Tübingen
- Fritz-Haber-Institut der Max-Planck-Gesellschaft, Berlin
- Max-Planck-Institut für Geistiges Eigentum, Wettbewerbs- und Steuerrecht, München
- Max-Planck-Institut für molekulare Genetik, Berlin
- Max-Planck-Institut für Geschichte, Göttingen
- Max-Planck-Institut für Gesellschaftsforschung, Köln
- Max Planck-institutet för gravitationsfysik (Albert Einstein-institutet), Potsdam-Golm och Hannover
- Max-Planck-Institut für Herz- und Lungenforschung, (W. G. Kerckhoff-institutet), Bad Nauheim
- Max-Planck-Institut für Hirnforschung, Frankfurt am Main
- Max-Planck-Institut für Immunbiologie, Freiburg im Breisgau
- Max-Planck-Institut für Infektionsbiologie, Berlin
- Max-Planck-Institut für Informatik, Saarbrücken
- Max-Planck-Institut für Intelligente Systeme, Stuttgart och Tübingen
- Max-Planck-Institut für Kernphysik, Heidelberg
- Max-Planck-Institut für Kohlenforschung (rechtsfähige Stiftung)[förtydliga], Mülheim an der Ruhr
- Max-Planck-Institut für Kolloid- und Grenzflächenforschung, Potsdam-Golm
- Max-Planck-Institut für biologische Kybernetik, Tübingen
- Kunsthistorisches Institut in Florenz - Florens, Italien
- Max-Planck-Institut für Limnologie, Plön
- Max-Planck-Institut für Mathematik, Bonn
- Max-Planck-Institut für Mathematik in den Naturwissenschaften, Leipzig
- Max-Planck-Institut für experimentelle Medizin, Göttingen
- Max-Planck-Institut für medizinische Forschung, Heidelberg
- Max-Planck-Institut für Meteorologie, Hamburg
- Max-Planck-Institut für marine Mikrobiologie, Bremen
- Max-Planck-Institut für terrestrische Mikrobiologie, Marburg
- Max-Planck-Institut für Mikrostrukturphysik, Halle (Saale)
- Max-Planck-Arbeitsgruppen für strukturelle Molekularbiologie am Deutschen Elektronen-Synchrotron, Hamburg, lokaliserat till DESY
- Max-Planck-Institut für Neurobiologie, Martinsried
- Max-Planck-Institut für neurologische Forschung, Köln
- Max-Planck-Institut für Kognitions- und Neurowissenschaften, Leipzig och München
- Max-Planck-Institut für chemische Ökologie, Jena
- Max-Planck-Institut für Ornithologie, Seewiesen, Andechs und Radolfzell
- Max-Planck-Institut für molekulare Pflanzenphysiologie, Potsdam-Golm
- MPI für Physik (Werner Heisenberg-institutet), München
- Max-Planck-Institut für Physik komplexer Systeme, Dresden
- Max-Planck-Institut für chemische Physik fester Stoffe, Dresden
- Max Planck-institutet för utomjordisk fysik, Garching bei München
- Max-Planck-Institut für molekulare Physiologie, Dortmund
- Max-Planck-Institut für Plasmaphysik (IPP), Garching bei München och Greifswald
- Max-Planck-Institut für Polymerforschung, Mainz
- Max-Planck-Institut für ausländisches und internationales Privatrecht, Hamburg
- Max-Planck-Institut für ausländisches und internationales Patent-, Urheber- und Wettbewerbsrecht
- Max-Planck-Institut für Psychiatrie, München
- Max-Planck-Institut für Psycholinguistik, Nimwegen
- Max-Planck-Institut für Quantenoptik, Garching bei München
- Max-Planck-Institut für Radioastronomie, Bonn-Endenich
- Max-Planck-Institut für europäische Rechtsgeschichte (MPIER), Frankfurt am Main
- Max-Planck-Institut für Softwaresysteme, Kaiserslautern, Saarbrücken
- Max-Planck-Institut für Sonnensystemforschung, Katlenburg-Lindau
- Max-Planck-Institut für ausländisches und internationales Sozialrecht, München
- Max-Planck-Institut für ausländisches und internationales Strafrecht, Freiburg im Breisgau
- Max-Planck-Institut für Verhaltensphysiologie, Seewiesen (inzwischen überführt in[förtydliga] Max-Planck-Institut für Ornithologie)
- Max-Planck-Institut für ausländisches öffentliches Recht und Völkerrecht, Heidelberg
- Max-Planck-Institut für Ökonomik, Jena
- Max-Planck-Institut für Wissenschaftsgeschichte, Berlin
- Max-Planck-Institut für molekulare Zellbiologie und Genetik, Dresden
- Max-Planck-Institut für Züchtungsforschung, Köln